# Scaletta Zanclea
Scaletta Zanclea település Olaszországban, Szicília régióban, Messina megyében. Lakosainak száma 1836 fő (2023. január 1.). Scaletta Zanclea Itala és Messina községekkel határos.

## Népesség
A település lakossága az elmúlt években az alábbi módon változott:
| Lakosok száma | 2103 | 2060 | 1836 |
|               | 2017 | 2018 | 2023 |